# 卡利尼夫卡 (涅任區)
50°54′5″N 32°2′57″E / 50.90139°N 32.04917°E
卡利尼夫卡（烏克蘭語：Калинівка），是烏克蘭北部的村莊，隸屬切爾尼希夫州的尼任區。該村始建於1800年，面積0.24平方公里，海拔高度125米，2001年人口52，人口密度每平方公里216.7人。